# زويه أولدنبرج
زويه أولدنبرج  (بالفرنسية: Zoé Oldenbourg)‏ ولدت في 31 مارس 1916م وتوفت في 8 نوفمبر 2002م، مؤرخة تاريخ وروائية فرنسية من أصل روسي. حصلت على جائزة فيمينا الأدبية عام 1953.